# Большой Богдан
Вилла «Большой Богдан» — вилла начала XX века в стиле раннего модерна, в посёлке Симеиз в Крыму, расположенная по адресу ул. Советская, 39 д. Памятник градостроительства и архитектуры регионального значения. В последние десятилетия — один из корпусов детского противотуберкулёзного санатория «Юность».

## История
История вилла «Большой Богдан» тесно связана с жизнью её владельцев, развитием курортной зоны Нового Симеиза с середины XIX века и историей городка в этом столетии.
Новый Симеиз, занимающее западную часть имения, возник в 1903 году, продается участками, и разросся в значительное селение с 45 красивыми дачами, расположенными правильным амфитеатром над „Девой“ и „Монахом“ — оригинальными скалами, живописно ограничивающими прекрасный пляж этого курорта

### Закладка виллы
Путешествуя Российской империей в страховых делах инспектор Николай Богданов с 1907 года, постоянно возвращался в Крым, где жила его семья. Жизнь в Санкт-Петербурге была дорогой для молодой семьи, а дружба с несколькими русскими семьями способствовала их поселению в Крым (на виллах друзей-богачей, на которые те наведывались только в летний период). До городка Симеиз ездили на отдых семьи Коробьиных и Лансере, с которым он был в семейных или рабочих отношениях и это ещё больше влияло на решение Богданова. Знакомство с влиятельными людьми позволило Богданову безболезненно войти в симеизское сообщество.
Тогда же семья Богдановых поселилась на даче Лутовиновых в 1907 году, а в 1909 они переехали в виллы Якова Семенова. Именно на это время, вероятно, приходится знакомство Николая Богданова с Мальцевыми и Семёновыми, инициаторами создания курорта Симеиз, кроме того им пришелся по душе деловой и решительный стиль Богданова. И уже с 1910 года бывший инспектор Богданов стал главным двигателем в создании курортной зоны, слову директора Общества курорта Симеиз поверили Лансере, Радевичи, Шлее и ещё немало других семей, которые доверили ему представлять свои интересы в городке, а впоследствии и в Ялтинском земстве.
Для закладки уже своей виллы Николаем Николаевичем Богдановым было приобретено 500 квадратных саженей, был приглашён Яков Петрович Семёнов для создания проекта и осуществления строительства. Чуть позже ему представилась возможность купить ещё один участок по соседству с первым, и Якову Семенову пришлось после «Малого Богдана» спроектировать и строить ещё и виллу «Большой Богдан» (с чем он справился, визуально соединив их словно в один ансамбль).

"Рядом с дачей «Селям» находится дача Карпова, а на противоположной стороне улицы две дачи М. Н. Богданова. Первый участок земли площадью 500 кв. саж. он приобрел до 1910 года и начал строительство первой дачи под названием «Малый Богдан». 25 июня 1910 года он купил соседний участок земли площадью 200 кв. саж. на которой построил вторую дачу под названием «Большой Богдан»"
Через несколько лет, у подножия горы Кошка, возникла современная постройка. В одном крыле жила семья Богдановых, а в других комнатах ими был устроен пансион, который приносил дополнительный доход.

### Расцвет виллы и смена собственников

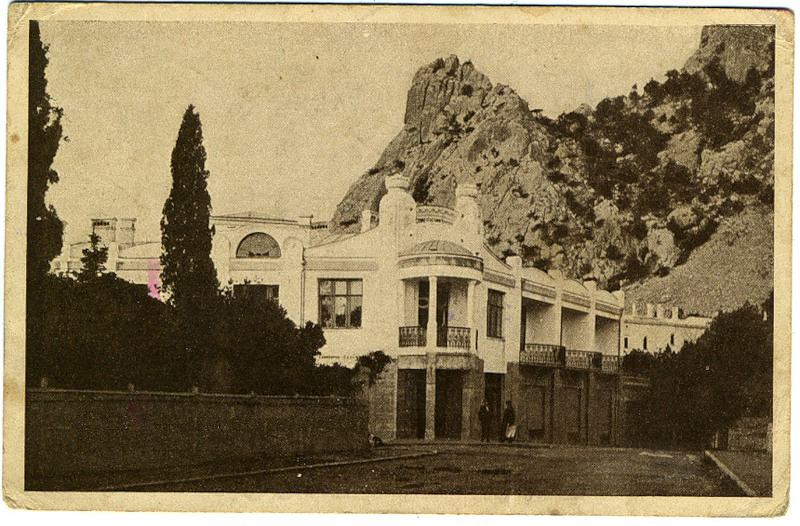
До революции

Расцвет виллы пришелся на времена Первой мировой войны. Местные владельцы пользовались возникшей ситуацией в стране, виллы Симеиза были заполнены, земля подорожала в несколько раз, налаживалась инфраструктура и развивались города, но все планы перечеркнули революционные времена и гражданская война в России. Владелец виллы стал активным борцом с большевизмом, а «Большой Богдан» принимал на пансион раненых и офицерские семьи.

### Советские времена
16 декабря 1920 года приказом председателя Революционного комитета Крыма были изъяты «из частного владения как разных ведомств, так и частных лиц все имения Южного берега Крыма в районе от Судака до Севастополя включительно» и передавались в ведение специально созданного Управления Южсовхоза. В 1920-е годы особняк передали в организованный из соседствующих дач санаторий «Селям», который позже переименовали в санаторий имени Ленина (центральными корпусами которого были виллы «Большой Богдан» и «Малый Богдан»). Во время Великой Отечественной войны вилла не пострадала.
После войны советская власть восстановила в городке Симеиз курорт и передала виллы пансионата «Селям» («Большой Богдан», «Хризолит», «Селям») в ведение санатория «Юность», где оздоравливали и лечили детей от туберкулеза. Чтобы облегчить пребывание больных и персонала, все помещения внутри была проведена перепланировка, постоянно шли ремонтно-реставрационные работы в его корпусах.  Известность курорту принесло эффективное лечение детей, как следствие санаторий нарекли «имени В. И. Ленина», он считался вторым «Артеком».

### Современность
Главный корпус санатория «Юность» (Вилла «Большой Богдан») находится к западу от центра Симеиза, по адресу: ул. Советская 39 (общая для всего санатория). Решением КО от 20 февраля 1990 года вилла «Большой Богдан» занесена в список архитектурных памятников местного значения. После аннексии Крыма Россией, российское правительство оставило в действии украинские природоохранные законы в Крыму. В апреле 2021 года в министерство культуры Республики Крым поступило заявление, предлагающее включить в единый государственный реестр объектов культурного наследия «садово-парковую зону с группой исторических вилл, входивших до недавнего времени в санаторий „Юность“ как единый усадебно-парковый ансамбль исторической улицы Николаевской», в том числе и дачу Большой Богдан. С декабря 2014 года — ГБУ "Санаторий «Юность» РФ, на 2023 год намечена капитальная реставрация всего комплекса зданий.

## Владельцы усадьбы
За всю свою историю вилла «Большой Богдан» находилась в частной и государственной собственности:
- Богданов Николай Николаевич (1875—1930) — российский землевладелец, который жил на вилле и управлял всем Обществом курорта Симеиз[5]. Родился в Санкт-Петербурге, но немало жизни провёл в Рязанской губернии в своём поместье (которое предшественниками было уже развалено), работал инспектором в Российском страховом обществе (под руководством Лансере), стал представителем от Рязанской губернии в II-й Думе России[14]. Во времена революции и гражданской войны примкнул к противникам большевизма, воевал в Добровольческой Армии, был казначеем у ВСЮР А. И. Деникина, затем у А. В. Колчака, вернувшись в Крыму входил в Крымское краевое правительство[15]. Эвакуировал семью из Крыма и сам выехал на транспорте «Ялта» на грани 1920-1921 годов. В эмиграции сотрудничал с Российским Земско-Городским комитетом помощи беженцам, купил особняк на французской Ривьере и прожил там до 1930 года.[16]
- Симеизский поселковый совет — во времена Советского Союза вилла была национализирована и стала государственной собственностью, где позже устроили пансионат для больных на различные болезни. Пансионат носил название «Селям», вероятно из-за того, что им занимались семья Лансере (которые остались в Крыму), в него были включены все соседние виллы вместе с их территориями. Эта лечебница просуществовала до начала Великой Отечественной войны[источник не указан 936 дней];
- Санаторий «Юность» — управлял виллой после Второй мировой и бывшая вилла стала главным корпусом противотуберкулезного заведения Министерства здравоохранения Украины.

## Описание здания
Архитектурный ансамбль виллы (в стиле модерна) создал Яков Семенов, известный всему Симеизу.
Николай Богданов согласился на проект модернистской виллы (дворцового типа): классические крыши с малыми круглыми карнизами и лоджия (с полуротондой, увенчанной небольшим куполом). Колоритность виллы создавалась декоративными элементами: продолговатые узкие башни с большими вазами на них, лепнина с интересными орнаментами, большие широкие окна и полукруглые балконы (над каждым находится фронтон тоже круглой формы). Фасад дома украшен колоннами и ещё тремя балконами, дополнительно оформленными коваными решетками, которые ярко подчеркивают её современный стиль.
Двухэтажная вилла «Большой Богдан» — один из крупнейших по площади домов во всем Симеизе. Дома выстроены вдоль улицы, а внутри виллы высажены редкие декоративные саженцы, которые сформировали внутренний парковый двор.

## Ссылка
- Вилла «Великий Богдан»
- «Симеиз. Край старинных вилл» Архивная копия от 6 сентября 2014 на Wayback Machine
- фото-галерея виллы «Великий Богдан»
- видео «Великий Богдан»